# Mamagama
Mamagama ist eine aserbaidschanische Band, die 2021 in Baku gegründet wurde.
Sie vertrat Aserbaidschan beim Eurovision Song Contest 2025 in Basel.

## Geschichte
Alle Mitglieder der Gruppe hatten bereits vor der Gründung Erfahrung in anderen früheren musikalischen Ensembles.
Im Jahr 2022 nahmen sie an der Kënga Magjike teil, einem der wichtigsten albanischen Musikfestivals, wo sie mit ihrer Single Dreamer den ersten Preis in der Kategorie „Internationaler Künstler“ gewonnen haben. Gegen Ende des Jahres wurde vorgeschlagen, dass die Gruppe Aserbaidschan beim Eurovision Song Contest 2023 vertritt. Der öffentlich-rechtliche Sender AZERO wählte aber TuralTuranX als nationale Vertreter für Liverpool aus.
Am 4. Februar 2025 kündigte der Funk- und Fernsehsender des İTV an, dass er das Trio intern ausgewählt hatte, um Aserbaidschan beim Eurovision Song Contest 2025 in Basel zu vertreten. Im Rahmen des ersten Halbfinales am 13. Mai performte Mamagama den Song Run with U. Die Band erreichte das Finale allerdings nicht.

## Stil
In ihrer Musik kombiniert Mamagama traditionelle Musikelemente mit anderen moderneren Sounds, wie Indie und alternativen Rock.

## Diskografie
Singles
- 2022: My Medicine
- 2022: Sleep
- 2022: Dreamer
- 2023: River
- 2023: This Is for You
- 2025: Run with U